# Glanzende erwtenmossel
De glanzende erwtenmossel (Euglesa nitida) is een kleine, in zoetwater levende tweekleppigensoort uit de familie van de Sphaeriidae. De wetenschappelijke naam van de soort werd in 1832 voor het eerst geldig gepubliceerd door Jenyns. Deze soort is inheems in Europa en komt ook algemeen voor in Nederland.

## Beschrijving
De 3 tot 4 mm grote schelp van de glanzende erwtenmossel is licht opgezwollen. In vorm is het regelmatig-ovaal met lage umbo's iets achter het middelpunt. Het umbonale gebied wordt afgebakend door drie concentrische groeven. Het oppervlak (periostracum) is zeer glanzend, met prominente onregelmatig uit elkaar geplaatste concentrische strepen. De kleur is geelachtig.
Euglesa:
casertana · 
compressa · 
conventus · 
edlaueri · 
globularis · 
henslowana · 
hinzi · 
lilljeborgi · 
maasseni · 
pulchella · 
subtruncata · 
waldeni

Odhneripisidium:
annandalei · 
moitessierianum · 
stewarti · 
tenuilineatum

Musculium:
lacustre · 
†subtile · 
transversum

Pisidium:
amnicum · 
†clessini · 
hibernicum · 
milium · 
nitidum · 
obtusalis · 
obtusale obtusale · 
obtusale lapponicum · 
personatum · 
pseudosphaerium · 
supinum

Sphaerium:
asiaticum · 
corneum · 
†icenicum · 
nitidum · 
nucleus · 
ovale · 
rivicola · 
†rosmalense · 
solidum · 
†subsolidum